# Pernumia
Pernumia é uma comuna italiana da região do Vêneto, província de Pádua, com cerca de 3.707 habitantes. Estende-se por uma área de 13 km², tendo uma densidade populacional de 285 hab/km². Faz fronteira com Battaglia Terme, Cartura, Due Carrare, Monselice, San Pietro Viminario.

## Demografia
| Variação demográfica do município entre 1861 e 2011                               |
|                                                                                   |
| Fonte: Istituto Nazionale di Statistica (ISTAT) - Elaboração gráfica da Wikipedia |